# Italie au Concours Eurovision de la chanson 1971
L'Italie a participé au Concours Eurovision de la chanson 1971, le 3 avril à Dublin. C'est la 16e participation italienne au Concours Eurovision de la chanson.
Le pays est représenté par le chanteur Massimo Ranieri et la chanson L'amore e un attimo (en), sélectionnés en interne par la Radiotelevisione Italiana (RAI).

## Sélection interne
Le radiodiffuseur italien, Radiotelevisione Italiana (RAI), choisit l'artiste et la chanson en interne pour représenter l'Italie au Concours Eurovision de la chanson 1971.
Lors de cette sélection, c'est la chanson L'amore e un attimo interprétée par Massimo Ranieri qui fut choisie avec Enrico Polito (it) comme chef d'orchestre.
| Ordre | Interprète      | Chanson                  | Langue  |
| ----- | --------------- | ------------------------ | ------- |
| 1     | Massimo Ranieri | L'amore e un attimo (en) | Italien |

## À l'Eurovision
Chaque pays a un jury de deux personnes. Chaque juré attribue entre 1 et 5 points à chaque chanson.

### Points attribués par l'Italie
| 7 points | Suisse                           |
| 6 points | Allemagne Autriche Irlande Suède |
| 5 points | Espagne Yougoslavie              |
| 4 points | France Malte Monaco Portugal     |
| 3 points | Belgique Luxembourg Royaume-Uni  |
| 2 points | Finlande Norvège Pays-Bas        |

### Points attribués à l'Italie
| 10 points | 9 points          | 8 points               | 7 points                                      | 6 points                                              |
| --------- | ----------------- | ---------------------- | --------------------------------------------- | ----------------------------------------------------- |
|           | - France - Monaco | - Suisse - Yougoslavie | - Suède                                       | - Allemagne - Espagne - Irlande - Malte - Royaume-Uni |
| 5 points  | 4 points          | 3 points               | 2 points                                      |                                                       |
| - Norvège | - Autriche        | - Portugal             | - Belgique - Finlande - Luxembourg - Pays-Bas |                                                       |

Massimo Ranieri interprète L'amora è un attimo en onzième position, suivant la Belgique et précédant la Suède . 
Au terme du vote final, l'Italie termine 5e sur les 18 pays participants, ayant reçu 91 points au total,.